# 玉城城
玉城城（たまぐすくぐすく、たまぐすくじょう）は、沖縄県南城市（旧玉城村）にある城（グスク）跡。1987年（昭和62年）8月21日に、国の史跡に指定された。

## 概要
台地上のさらに高い天然の要害に築かれた。築城年代は不明だが石垣の積み方から約600年前のものと推定される。主郭跡・二の郭跡・三の郭跡に分かれている。そのうち二の郭・三の郭の石垣は沖縄戦後の米軍統治下で、米軍基地「知念補給地区」 (キャンプ知念) に隣接していたため建築用石材に崩され利用されてしまっている。現在残っているのは主郭跡の城壁、石敷などの遺構のみである。主郭の城壁はほぼ完全に近い形で残っており、自然の一枚岩を刳り抜いて造られた城門がある。
本丸跡には琉球開闢の七岳の一つとされる「天つぎあまつぎ（また雨つづ天つぎ、雨粒天次に作る）御嶽（うたき）」があり、東御廻り（あがりうまーい）という巡礼行事の聖地となっていた。沖縄のグスクは単純に軍事的なものというより祭祀的性格も持っていることが指摘されるが、玉城城も城としては小さく宗教的要素が大きかったのではないかと考えられている。
舜天王統第三代の義本は失政により玉城城で焚刑に處せられる時、雨粒天次が雨を降らせて火を消して義本を救ったとの傳説がある。その後、義本は難を逃れて北部を放浪し、辺戸岬など北部に義本を祭る墓や祠が多い。
。

## ギャラリー

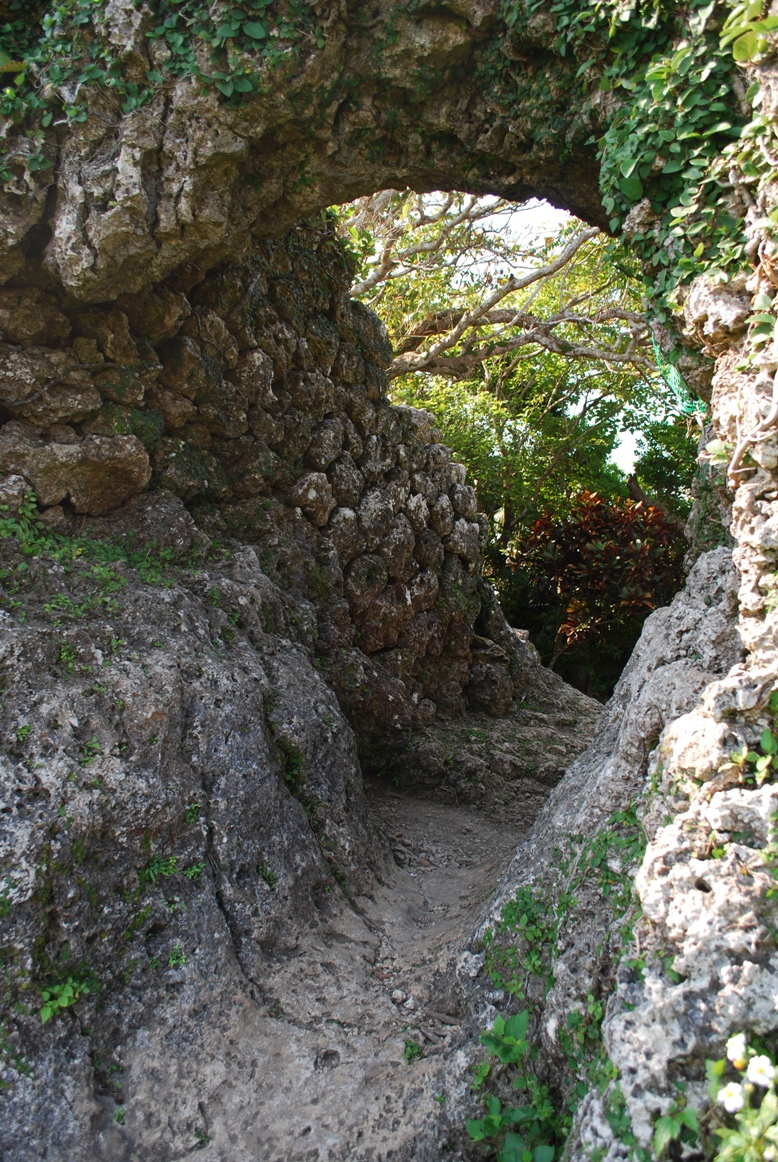
主郭城門
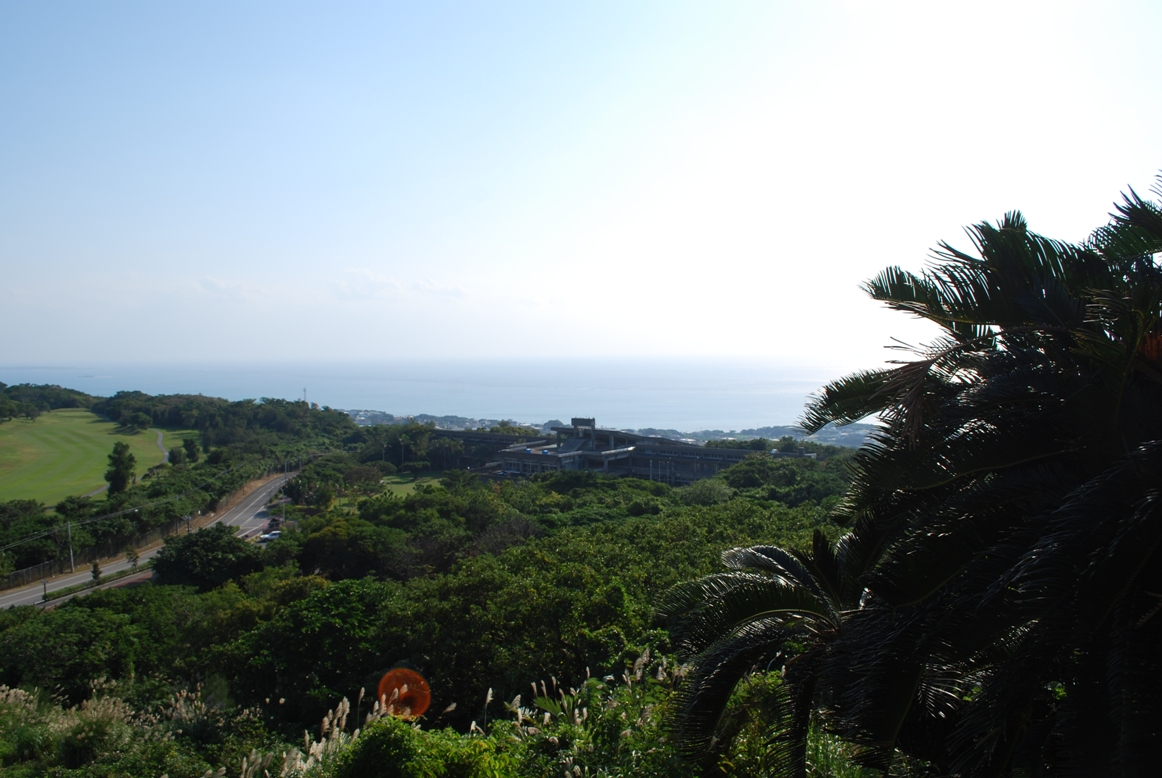
主郭城門からの眺望
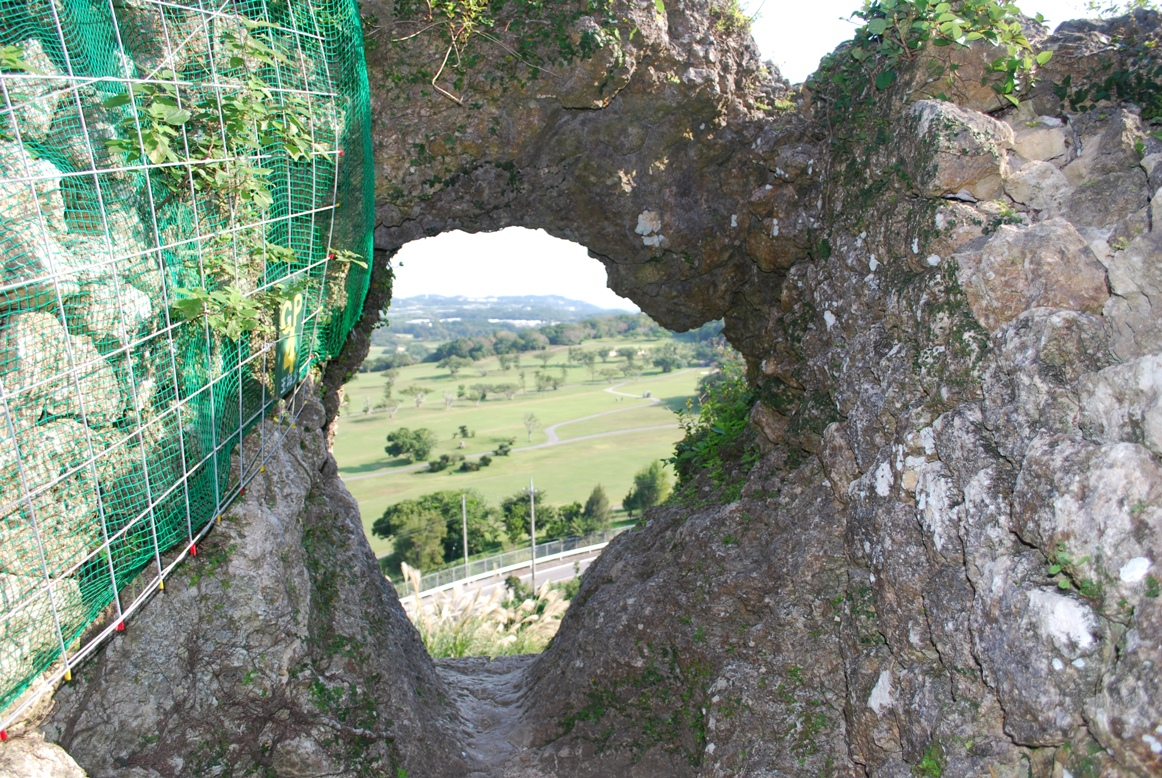
玉城城 主郭の城門